# مارلون سانتوس
مارلون سانتوس دا سيلفا باربوسا (بالبرتغالية: Marlon‏) (7 سبتمبر 1995) المعروف بـمارلون لاعب كرة قدم برازيلي، يلعب في مركز الدفاع في فريق نيسالفرنسي، بدأ مسيرته مع نادي فلومينينسي بعد أن تدرج في فئات الشباب للنادي، انتقل إلى في موسم 2016-2017 إلى نادي برشلونة ب على سبيل الإعارة، قبل أن يلعب مع الفريق الأول لـبرشلونة في 23 نوفمبر 2016 ضد سيلتيك ضمن دور المجموعات من دوري أبطال أوروبا 2016–17.
في 14 من يونيو أعلن نادي برشلونة عن ضم مارلون في عقد لمدة 3 سنوات قبل أن ينتقل إلى نيس على سبيل الإعارة.

## روابط خارجية
- مارلون سانتوس على موقع الاتحاد الدولي (مؤرشف)  (الإنجليزية)
- مارلون سانتوس على موقع الدوري الأمريكي (الإنجليزية)
- مارلون سانتوس على موقع قاعدة بيانات كرة القدم.إي يو (الإنجليزية)
- مارلون سانتوس على موقع ليكيب (الفرنسية)
- مارلون سانتوس على موقع Soccerbase.com (لاعب) (الإنجليزية)
- مارلون سانتوس على موقع Soccerway.com (الإنجليزية)
- مارلون سانتوس على موقع عالم كرة القدم.نت (الإنجليزية)
- مارلون سانتوس على موقع AS.com (الإسبانية)